# The Miseries of Virtue
The Miseries of Virtue – drugi album grupy Destroyers wydany w 1991 roku nakładem Polskich Nagrań „Muza”. Wydawnictwo było dwukrotnie wznawiane na płycie kompaktowej przez Metal Mind Productions. 

## Lista utworów
Album został nagrany w dwóch wersjach językowych. Oryginalne wydanie winylowe oraz wydanie kasetowe zawierało wyłącznie wersję anglojęzyczną. W 2009 roku Metal Mind Productions wznowiło album w wersji kompaktowej mieszcząc obie wersje na jednym dysku (z pominięciem utworu The Birth of Courtesan pojawiającym się tylko w polskiej wersji jako Narodziny kurtyzany). Najnowsza edycja, z 2020 roku zawiera wyłącznie wersję polskojęzyczną.

### Wydanie Polskich Nagrań „Muza” (LP/MC,1991)[4][5]
Strona A:
| Nr | Tytuł utworu             | Słowa                  | Muzyka                                                                        | Długość |
| -- | ------------------------ | ---------------------- | ----------------------------------------------------------------------------- | ------- |
| 1. | „The Miseries of Virtue” | Marek Łoza, Metal Mind | Wojciech Szyszko, Waldemar Lukoszek, Tomasz Wiczewski, Metal Mind             | 4:25    |
| 2. | „Histoire d'O”           | Marek Łoza, Metal Mind | Marek Łoza, Wojciech Szyszko, Metal Mind                                      | 6:24    |
| 3. | „Peachlet”               | Marek Łoza, Metal Mind | Wojciech Szyszko, Waldemar Lukoszek, Tomasz Wiczewski, Metal Mind             | 3:53    |
| 4. | „Odyssey”                | Marek Łoza, Metal Mind | Marek Łoza, Wojciech Szyszko, Waldemar Lukoszek, Tomasz Wiczewski, Metal Mind | 5:26    |
|    |                          |                        |                                                                               | 20:08   |

Strona B:
| Nr | Tytuł utworu             | Słowa                  | Muzyka                                                            | Długość |
| -- | ------------------------ | ---------------------- | ----------------------------------------------------------------- | ------- |
| 1. | „Nymphomania”            | Marek Łoza, Metal Mind | Wojciech Szyszko, Waldemar Lukoszek, Tomasz Wiczewski, Metal Mind | 5:31    |
| 2. | „The Birth of Courtesan” | Marek Łoza, Metal Mind | Adam Słomkowski, Metal Mind                                       | 6:20    |
| 3. | „The Craft of Tyranny”   | Marek Łoza, Metal Mind | Wojciech Szyszko, Waldemar Lukoszek, Tomasz Wiczewski, Metal Mind | 4:07    |
| 4. | „I Praise You, Lilith”   | Marek Łoza, Metal Mind | Wojciech Szyszko, Waldemar Lukoszek, Tomasz Wiczewski, Metal Mind | 5:57    |
|    |                          |                        |                                                                   | 21:55   |

### Wydanie Metal Mind Productions (CD,2009)[6]
| Nr  | Tytuł utworu             | Słowa                  | Muzyka                                                                        | Długość |
| --- | ------------------------ | ---------------------- | ----------------------------------------------------------------------------- | ------- |
| 1.  | „The Miseries of Virtue” | Marek Łoza, Metal Mind | Wojciech Szyszko, Waldemar Lukoszek, Tomasz Wiczewski, Metal Mind             | 4:25    |
| 2.  | „Histoire d'O”           | Marek Łoza, Metal Mind | Marek Łoza, Wojciech Szyszko, Metal Mind                                      | 6:24    |
| 3.  | „Peachlet”               | Marek Łoza, Metal Mind | Wojciech Szyszko, Waldemar Lukoszek, Tomasz Wiczewski, Metal Mind             | 3:53    |
| 4.  | „Odyssey”                | Marek Łoza, Metal Mind | Marek Łoza, Wojciech Szyszko, Waldemar Lukoszek, Tomasz Wiczewski, Metal Mind | 5:26    |
| 5.  | „Nymphomania”            | Marek Łoza, Metal Mind | Wojciech Szyszko, Waldemar Lukoszek, Tomasz Wiczewski, Metal Mind             | 5:31    |
| 6.  | „The Craft of Tyranny”   | Marek Łoza, Metal Mind | Wojciech Szyszko, Waldemar Lukoszek, Tomasz Wiczewski, Metal Mind             | 4:07    |
| 7.  | „I Praise You, Lilith”   | Marek Łoza, Metal Mind | Wojciech Szyszko, Waldemar Lukoszek, Tomasz Wiczewski, Metal Mind             | 5:57    |
| 8.  | „Niedole cnoty”          | Marek Łoza, Metal Mind | Wojciech Szyszko, Waldemar Lukoszek, Tomasz Wiczewski, Metal Mind             | 4:29    |
| 9.  | „Historia "O"”           | Marek Łoza, Metal Mind | Marek Łoza, Wojciech Szyszko, Metal Mind                                      | 6:30    |
| 10. | „Brzoskwinka”            | Marek Łoza, Metal Mind | Wojciech Szyszko, Waldemar Lukoszek, Tomasz Wiczewski, Metal Mind             | 3:56    |
| 11. | „Odyseja”                | Marek Łoza, Metal Mind | Marek Łoza, Wojciech Szyszko, Waldemar Lukoszek, Tomasz Wiczewski, Metal Mind | 5:34    |
| 12. | „Nimfomania”             | Marek Łoza, Metal Mind | Wojciech Szyszko, Waldemar Lukoszek, Tomasz Wiczewski, Metal Mind             | 5:37    |
| 13. | „Narodziny Kurtyzany”    | Marek Łoza, Metal Mind | Adam Słomkowski, Metal Mind                                                   | 6:26    |
| 14. | „Kunszt Tyranii”         | Marek Łoza, Metal Mind | Wojciech Szyszko, Waldemar Lukoszek, Tomasz Wiczewski, Metal Mind             | 4:13    |
| 15. | „Czczę cię, Lilith”      | Marek Łoza, Metal Mind | Wojciech Szyszko, Waldemar Lukoszek, Tomasz Wiczewski, Metal Mind             | 6:00    |
|     |                          |                        |                                                                               | 1:18:28 |

### Wydanie Metal Mind Productions (CD,2020)[7]
| Nr | Tytuł utworu          | Słowa                  | Muzyka                                                                        | Długość |
| -- | --------------------- | ---------------------- | ----------------------------------------------------------------------------- | ------- |
| 1. | „Niedole cnoty”       | Marek Łoza, Metal Mind | Wojciech Szyszko, Waldemar Lukoszek, Tomasz Wiczewski, Metal Mind             | 4:29    |
| 2. | „Historia "O"”        | Marek Łoza, Metal Mind | Marek Łoza, Wojciech Szyszko, Metal Mind                                      | 6:29    |
| 3. | „Brzoskwinka”         | Marek Łoza, Metal Mind | Wojciech Szyszko, Waldemar Lukoszek, Tomasz Wiczewski, Metal Mind             | 3:55    |
| 4. | „Odyseja”             | Marek Łoza, Metal Mind | Marek Łoza, Wojciech Szyszko, Waldemar Lukoszek, Tomasz Wiczewski, Metal Mind | 5:34    |
| 5. | „Nimfomania”          | Marek Łoza, Metal Mind | Wojciech Szyszko, Waldemar Lukoszek, Tomasz Wiczewski, Metal Mind             | 5:36    |
| 6. | „Narodziny Kurtyzany” | Marek Łoza, Metal Mind | Adam Słomkowski, Metal Mind                                                   | 6:26    |
| 7. | „Kunszt Tyranii”      | Marek Łoza, Metal Mind | Wojciech Szyszko, Waldemar Lukoszek, Tomasz Wiczewski, Metal Mind             | 4:12    |
| 8. | „Czczę cię, Lilith”   | Marek Łoza, Metal Mind | Wojciech Szyszko, Waldemar Lukoszek, Tomasz Wiczewski, Metal Mind             | 6:02    |
|    |                       |                        |                                                                               | 42:43   |

## Twórcy
| - Marek Łoza – wokal - Waldemar Lukoszek – gitara - Wojciech Szyszko – gitara basowa - Tomasz Wiczewski – perkusja | - Produkcja: Tomasz Dziubiński - Realizacja nagrań: Piotr Madziar - Asystenci inżyniera dźwięku: Jacek Frączek, Zbigniew Suchański - Projekt okładki: Jerzy Kurczak - Fotografie: Jacek Sroka |